# Linceu de Samos
Linceu de Samos (en llatí Lynceus, en grec antic Λυγκεύς ὁ Σάμιος) fou un poeta còmic de l'illa de Samos, germà de l'historiador Duris, deixeble de Teofrast i contemporani i rival de Menandre d'Atenes en poesia còmica. Va sobreviure a Menandre sobre el que va escriure un llibre. De fet va destacar més com a historiador i com a gramàtic que com a poeta còmic.
Les seves obres, especialment les seves cartes, mostren un especial interès per la gastronomia. De les seves comèdies només es menciona Κένταυρος (Centaure, de la que en queda un fragment, i en canvi se li coneixen almenys cinc altres llibres d'història o gramàtica:
- Αἰγυπτιακά
- Ἀπομνημονεύματα
- Ἀποφσέγμαρα
- Ἐπιστολαί δειπνητικαί
- τέχνη ὀψωνητική

El mencionen Ateneu de Nàucratis, Plutarc i Suides.